# Niphona albofasciata
Niphona albofasciata es una especie de escarabajo longicornio del género Niphona, tribu Pteropliini, subfamilia Lamiinae. Fue descrita científicamente por Breuning en 1938.

## Descripción
Mide 16,5 milímetros de longitud.

## Distribución
Se distribuye por China.